# Körper und Geist
Körper und Geist (Originaltitel: Body and Soul) ist ein US-amerikanisches Filmdrama von Sam Henry Kass aus dem Jahr 1998.

## Handlung
Der Boxsportler Charlie Davis lebt in einer Kleinstadt in Pennsylvania. Er und sein Freund Tiny O’Toole als Manager fahren nach Reno, wo sie sich bessere Karrierechancen versprechen. Unterwegs lernen sie die Anhalterin Gina kennen, in die Davis sich verliebt.
Davis wird erfolgreich, besonders nachdem er den mächtigen Sportpromoter Alex Dumas kennenlernt, der die in Reno stattfindende Kämpfe kontrolliert. Gina findet in der Stadt Arbeit. Die Freundschaften von Davis lösen sich auf; er lernt Felice Gillian kennen, die früher mit Dumas zusammen war. Davis gewinnt die Weltmeisterschaft.
Der neue Weltmeister beginnt eine Affäre mit Gillian während Dumas für ihn leichte Gegner aussucht. Bald erfährt er, dass Gillian noch andere Liebhaber hat. Er trainiert weniger und will die Geschäftsbeziehung mit Dumas nach dem nächsten Kampf beenden. Dumas willigt ein.
Davis merkt, dass Dumas auf seinen nächsten Gegner, einen Mexikaner, setzt. Er trainiert wieder intensiv. Während des Kampfes ist er zuerst unterlegen, dann gewinnt er den Kampf durch Knockout. Dumas will eine Erneuerung der Zusammenarbeit, aber Davis lehnt es ab und verlässt zusammen mit der anwesenden Gina den Saal.

## Hintergrund
Der Film wurde in Reno (Nevada) gedreht.

## Kritiken
Mike DeWolfe schrieb im Apollo Movie Guide, ein erfolgreicher Sportler brauche nicht nur den Siegeswillen, sondern einen Drang, der ihn verzehre. Der Film zeige nicht so sehr die autodestruktiven Aspekte, sondern eher die Hintergründe des Boxsports, der gleichzeitig Unterhaltung sei und – wie so oft in der Welt der Unterhaltung üblich – Vieles von Absprachen und Hintermännern abhänge. Der Sportler Ray „Boom Boom“ Mancini schöpfe aus seiner persönlichen Erfahrung und biete eine „überzeugende“ Darstellung. Die Darstellungen von Jennifer Beals und Tahnee Welch seien „hölzern“ während Joe Mantegna „grell“ und gleichzeitig „schleimig“ wirke und Rod Steiger „feurig“ spiele. Insgesamt seien die Darstellungen „ungleichmäßig“, doch der Film sei „überraschend sehenswert“.

„Boxerfilm nach einem bereits mehrmals verfilmten Stoff, der seine Geschichte zwar handwerklich sauber, aber keineswegs unvorhersehbar erzählt. Dahin plätschernde Unterhaltung, deren Hauptakteure gegen das nonchalante Spiel der Routiniers an ihrer Seite nichts zu bestellen haben.“

„Solide Boxer-Saga.“